# Liste von Negativpreisen
Ein Negativpreis (auch Schmähpreis) ist eine Auszeichnung bzw. „Antiauszeichnung“, die für vom Preisverleiher als negativ erachtete, also eigentlich nicht „preiswürdige“ Leistungen vergeben wird. Aus diesem Grund findet die Preisverleihung meist in Abwesenheit der Preisträger statt. Die Vergabe eines solchen Preises kann entweder Unterhaltungszwecken dienen oder dafür gedacht sein, in der Öffentlichkeit das Bewusstsein für Missstände zu stärken.

## Internationale Negativpreise
- Académie de la Carpette anglaise vergeben in Frankreich für die Förderung der Vorherrschaft des Englischen in Frankreich auf Kosten der französischen Sprache
- Bad Sex in Fiction Award (Sexszenen in Romanen), vergeben von der Zeitschrift Literary Review (England)
- Big Brother Award (Datenschutz, Privatsphäre): Preisvergabe in Deutschland, Österreich und 16 weiteren Ländern
- Black Planet Award für Personen, die ethische Prinzipien in besonderer Weise verletzen und den Blauen Planeten gefährden, vergeben von der Stiftung Ethik und Ökonomie (Ethecon)
- Bremse des Jahres für „Unternehmen oder Institutionen, die den Fortschritt in der digitalen Welt blockieren“ von der Zeitschrift CHIP[1]
- Bulwer-Lytton Fiction Contest (Einleitungssätze schlechter Romane), vergeben von der San José State University (Kalifornien)
- Darwin Award (Menschen, die sich versehentlich selbst töten oder unfruchtbar machen), veröffentlicht im Internet
- Fossil des Tages, seit 1999 während der UN-Klimakonferenzen täglich verliehener Preis an Staaten, die Fortschritte in der Klimapolitik behindern
- Foot in Mouth Award, vergeben von der Plain English Campaign (Vereinigtes Königreich)[2]
- Gérard du cinéma, Gérard de la télévision und Gérard de la politique in Frankreich verliehen von Frédéric Royer, Arnaud Demanche und Stéphane Rose[3]
- Golden Turkey Award (schlechte Leistungen und Errungenschaften in der Filmkunst), ein Buch aus dem Jahr 1979 von den US-Autoren Harry und Michael Medved
- Goldene Himbeere (Anti-Oscar in verschiedenen, teils absurden Kategorien für die jeweils schlechteste Leistung des Filmjahres)
- Ig-Nobelpreis (unnütze, unwichtige oder skurrile wissenschaftliche Arbeiten), vergeben von der Harvard-Universität in Cambridge (USA)
- Pigasus Award (Betrügereien mit parapsychologischen Hintergrund und Wissenschaftler, Behörden und Medien, die okkulte und pseudowissenschaftliche Aussagen tätigen oder unterstützen), verliehen vom Kanadier James Randi
- Public Eye Awards (mangelhafte Unternehmensverantwortung/Corporate Social Responsibility), vergeben von der Veranstaltung Public Eye on Davos (Schweiz)
- Roger Award (Kapitalgesellschaften mit mangelhafter sozialer und ökologischer Verantwortung, Neuseeland)
- Vaporware Awards (angekündigte, aber nicht zum angegebenen Zeitpunkt fertiggestellte Hardware- oder Software-Produkte), vergeben vom US-Magazin Wired
- Worst EU Lobbying Award verliehen von Lobbycontrol

## In mehreren Ländern vergebene Negativpreise
- Unwort des Jahres (Deutschland, Österreich, Schweiz, Liechtenstein)

## Deutsche Negativpreise
- Betonkopf für nicht barrierefreie Bauwerke und die damit einhergehende Diskriminierung von Behinderten, vergeben vom Allgemeinen Behindertenverband Land Brandenburg e. V. (ABB)
- BigBrotherAwards (Datenschutz), vergeben durch Digitalcourage e. V. (ehemals FoeBuD e. V.), Deutsche Vereinigung für Datenschutz (DVD), Forum InformatikerInnen für Frieden und gesellschaftliche Verantwortung (FIfF), Förderverein Informationstechnik und Gesellschaft (Fitug), Chaos Computer Club (CCC), Humanistische Union (HU) und die Internationale Liga für Menschenrechte (ILMR).
- CCCeBIT (Meinungsfreiheit, Datenschutz), vergeben durch den Chaos Computer Club
- Chauvi des Jahres, von 1988 bis in die 1990er Jahre von der Gleichstellungsstelle der Berliner SPD-Fraktion an Männer verliehen, die für chauvinistische Äußerungen kritisiert wurden, Schürze als Trophäe
- Die 100 peinlichsten Berliner, jährlich seit 1999 zum Jahreswechsel veröffentlichte Liste des Berliner Stadtmagazins tip
- Dinosaurier des Jahres (Umweltschutz), vergeben vom Naturschutzbund Deutschland („NABU“)
- Dummheit des Jahres, vergeben vom Literaturmuseum Gleimhaus in Halberstadt[4][5]
- Fass ohne Boden (Betrüger und Abzocker), vergeben von der Wirtschaftssendung BIZZ
- Fauler Apfel des Bundesverbandes deutscher Pressesprecher[6]
- Floskel des Jahres, Website Floskelwolke
- Der goldene Aluhut für besonders krude Theorien und unwissenschaftliche Aussagen in den Kategorien Verschwörungstheorien allgemein, Politik, Medien&Blogs, Medizin und Esoterik
- Der goldene Föhn für den größten Dampfplauderer, vergeben von 2012 bis 2021 von Dyna-Mitt e. V., der Hintnerjugend, der Jugendorganisation von Die PARTEI, Front Deutscher Äpfel und der Satireinternetseite Der Postillon.[7][8]
- Goldenes Brett (größter pseudowissenschaftlicher Humbug des Jahres). Vergeben von der Gesellschaft zur wissenschaftlichen Untersuchung von Parawissenschaften (GWUP)
- Goldener Geier (Umweltschutz), vergeben von der Deutschen Umwelthilfe (DUH)
- Goldener Günter, vergeben vom Internetmagazin DWDL.de
- Der goldene Holzweg wird seit 2025 von dem Verein „Ärzte gegen Tierversuche“ für die „absurdesten Tierversuche“ vergeben, von 2017 bis 2024 wurde der Negativpreis unter dem Titel Herz aus Stein verliehen[9]
- Goldene Kartoffel, Medienpreis für besonders einseitige oder fragwürdige Berichterstattung über Aspekte zur Einwanderung, vergeben von den Neuen Deutschen Medienmacher*innen
- Die Goldene Möhre, vergeben von der Auto Bild für das schlechteste Auto (bis 2013). Hierbei wurden auch die silberne, bronzene und Blech-Möhre vergeben.
- Goldene Runkelrübe, Auszeichnung für herausragend schlechtes Personalmarketing, Organisatoren: Jannis Tsalikis & Henner Knabenreich[10][11]
- Goldener Umberto, vergeben von der Comedysendung Circus HalliGalli
- Goldener Vollpfosten für Politiker oder politische Ereignisse, vergeben von der Satiresendung heute-show zur letzten Sendung des Jahres[12]
- Goldener Windbeutel (Werbelügen), vergeben von Foodwatch
- Goldener Zaunpfahl (Absurdes Gendermarketing)[13][14]
- Gurke des Tages, vergeben von der tageszeitung
- Karl-Eduard-von-Schnitzler-Preis, vergeben von der Stiftung Meinung & Freiheit e. V.
- Karl-Kraus-Preis, nach Karl Kraus benannter, 1986 und 1987 von Hermann L. Gremliza an Publizisten verliehener Preis, dessen Preisgeld von 30.000 DM an die Bedingung geknüpft war, dass die Preisträger nie wieder ein Wort schreiben würden
- Mogelpackung des Jahres, jährlich nach öffentlicher Wahl vergeben von der Verbraucherzentrale Hamburg
- Musik-Gordi, vergeben von der neuen musikzeitung und dem Magazin Musikforum
- Orden der verrückten Hofräthe, erstmals 1809 vergeben von der Mainzer Zeitung
- Pannekopp des Jahres, vergeben am Geierabend (alternativer Karneval in Dortmund)
- Pascha des Monats, von der Zeitschrift Emma in jeder Ausgabe verliehene Auszeichnung für besonders auffällige chauvinistische Erscheinungsformen
- Plagiarius (Produktkopien)
- Preis der beleidigten Zuschauer (Fernsehen) (2008 eingestellt)
- Saure Gurke (frauenfeindliche Fernsehbeiträge)
- Schleudersachse, jährlich vergeben vom sächsischen Bund der Steuerzahler für die Verschwendung von Steuergeldern
- Schwarzes Schaf der Denkmalpflege, jährlich vergeben vom Denkmalverbund Thüringen e. V. an Denkmaleigentümer, die sich durch besondere Verantwortungslosigkeit im Umgang mit ihrem Denkmal hervortun[15]
- Silberne Zitrone, erstmals 1971[16] vergeben von der Zeitschrift ADAC Motorwelt an den Neuwagen mit den meisten Pannen und Herstellungsfehlern[17] (eingestellt)
- Speziesismus des Monats, ein von der Tierrechtsorganisation PETA seit September 2022 monatlich an Personen, Unternehmen oder Produkte, die sich als besonders speziesistisch und tierfeindlich gezeigt haben, verliehener Negativpreis
- Sprachpanscher des Jahres (Anglizismen, Denglisch, Scheinanglizismen), vergeben vom Verein Deutsche Sprache[18]
- Verschlossene Auster (Auskunftsverweigerer in Politik und Wirtschaft), vergeben von der Journalistenvereinigung Netzwerk Recherche e. V.
- Pannenflicken (Jährlich vergebener Negativpreis der Initiative Cycleride für schlechte und gefährliche Radverkehrsführungen in Deutschland und -planungen)
- Sexist Man Alive (seit 2019 jährlich vergeben von der Redaktion der Zeitschrift Emma für den ihrer Ansicht nach frauenfeindlichsten Mann des Jahres)

## Österreichische Negativpreise
- Black Globe Award, ein 2015 und 2016 von Global 2000, Greenpeace, Klimabündnis Österreich und WWF für die „größten Bremser in der österreichischen Klimapolitik“ vergebener Negativpreis[19]
- Goldener Miethai, wird vom Prozessfinanzierer „Miet-Bremse.at“ seit 2023 für besonders überhöhte Mietzinsforderungen verliehen.[20]
- Konsum-Ente, ein österreichischer, seit 2019 vom Verein für Konsumenteninformation vergebener Negativpreis für das ärgerlichste Produkt des Jahres.[21]
- Mauer des Schweigens, der „Amtsgeheimnis-Award“ wird seit 2014 vom Forum Informationsfreiheit für „besondere Verdienste um die Verweigerung amtlicher Antworten“ verliehen, zusätzlich gibt es auch einen Sonderpreis „Goldener Informationsfilter“.[22]
- Neun Plätze, neun Betonschätze, wird von Greenpeace seit 2024 für die größten „Betonsünden“ in Österreich vergeben.[23]
- Rosa Handtaschl, vergeben vom Verein „Frauennetzwerk Medien“ für öffentliche sexistische Äußerungen bekannter Personen
- Schandfleck des Jahres, von 2013 bis 2017 jährlich vom „Netzwerk für soziale Verantwortung“ als „Auszeichnung für besonders gesellschaftlich unverantwortliche Unternehmen, Organisationen und Institutionen“ vergeben.[24]
- Werbeschmäh des Jahres, ein von Foodwatch Österreich seit 2022 vergebener Negativpreis,[25] mit dem „die Aufmerksamkeit auf dreiste Werbemaschen und die Notwendigkeit für mehr Transparenz in der Lebensmittelindustrie“ gelenkt werden soll.[26]
- Wolfgang Lorenz Gedenkpreis für internetfreie Minuten (auch Scheiß Internet Preis), seit 2008 verliehen vom Kollektiv „monochrom“ an Personen, „die durch Wort und Tat völlig unqualifizierte Statements gegen das Informationszeitalter abgeliefert haben“[27][28]
- Zitrone, von 2010 bis 2015 regelmäßig für sexistische Werbe- und Medieninhalte vergeben von der Tageszeitung Der Standard[29]

## Schweizerische Negativpreise
- Bleierne Feder/plume de plomb, Preis der Vereinigung Autorinnen und Autoren der Schweiz[30]
- Rostiger Paragraph, für das „dümmste, unnötigste Gesetz“, vergeben von der IG Freiheit, einer Interessengemeinschaft bürgerlicher Politiker[31]
- Fehlbefehl, Seit 2022 verleiht der Beobachter den Fehlbefehl, um auf Missstände im Strafbefehlsverfahren hinzuweisen. Der Negativpreis soll Behörden und Gesetzgeber motivieren, die gesetzlichen Grundlagen des Strafverfahrens gerechter zu machen.[32]

## Britische Negativpreise
- Carbuncle Cup, Architekturpreis der Zeitschrift „Building Design“ für die hässlichsten Gebäude im Vereinigten Königreich

## Niederländische Negativpreise
- Gouden Ui, Filmpreis für nationale Produktionen und Beteiligte; nur von 2005 bis 2007

## US-amerikanische Negativpreise
- Mr. Irrelevant für den Football-Spieler, der in der NFL Draft zuletzt ausgewählt wird
- Word(s) of the Year (WOTY) der American Dialect Society (ADS) mit den Negativkategorien „Most Unnecessary“ (unnötig), „Most Outrageous“ (abscheulich), „Most Euphemistic“ (beschönigend) und „Least Likely to Succeed“ (erfolglos)

## Redewendungen
- Goldene Ananas